# 凱納德薩

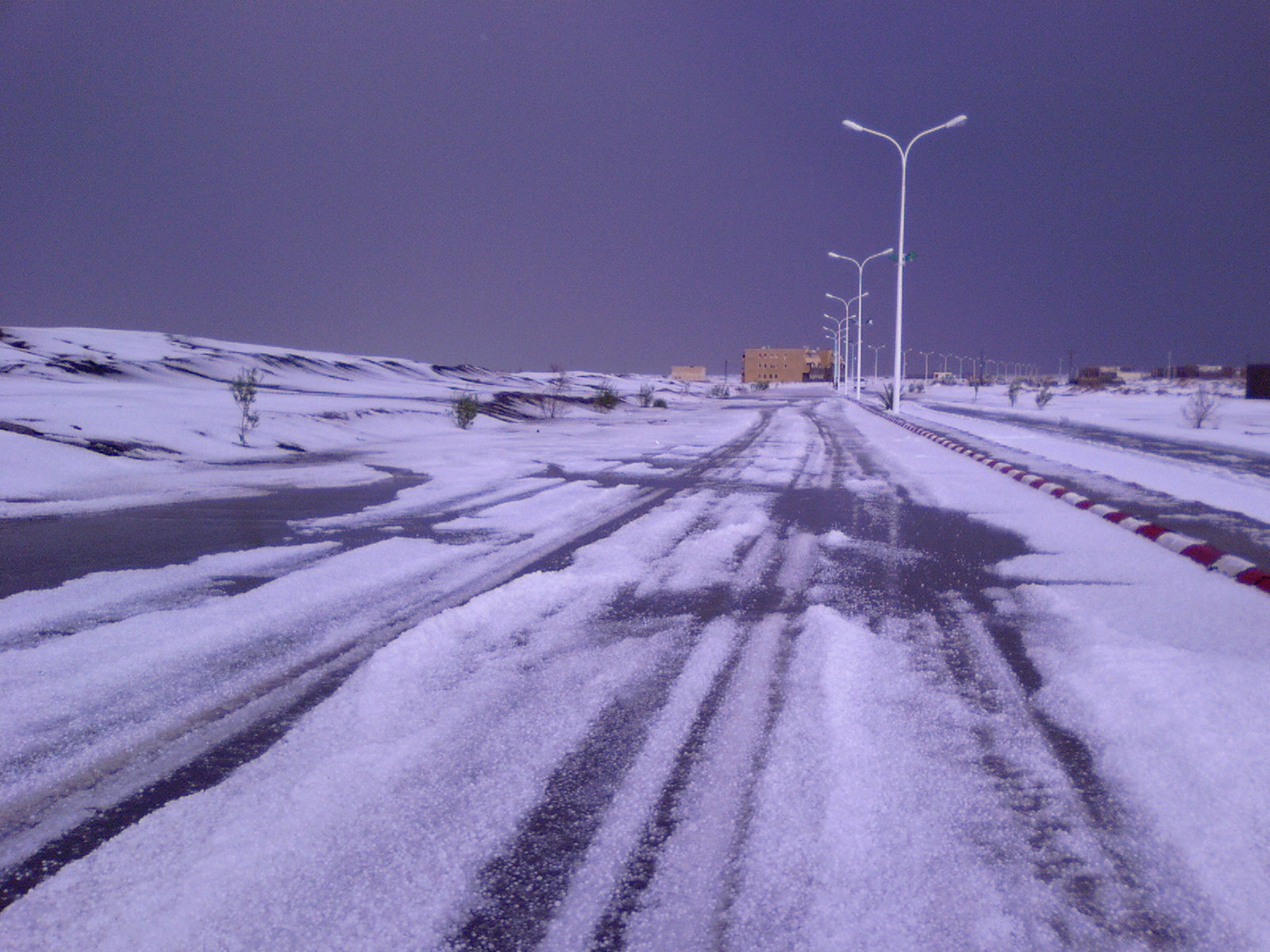
凱納德薩

凱納德薩（阿拉伯语：‎），是阿爾及利亞的城鎮，位於該國西部，由貝沙爾省負責管轄，是凱納德薩區的首府，面積2,770平方公里，海拔高度784米，2008年人口13,492，人口密度每平方公里4.9人。